# أسبوع الصحة النفسية (أستراليا)
أسبوع الصحة النفسية هو أسبوع يتم فيه توعية المجتمع عن الصحة النفسية حيثُ يقام في أستراليا.

## التاريخ
تم عقد الأسبوع لأول مرة في عام 1985. يقام الأسبوع كل عام وتحديدا في شهر أكتوبر، وأيضا  في يوم 10 أكتوبر، الذي هو اليوم العالمي للصحة النفسية.
تملك هيئة الإذاعة الأسترالية "برامج عن الصحة النفسية"، وتبث قصص مختلفة تتعلق بقضايا الصحة النفسية خلال أسبوع الصحة النفسية.